# حیات وحش سومالی

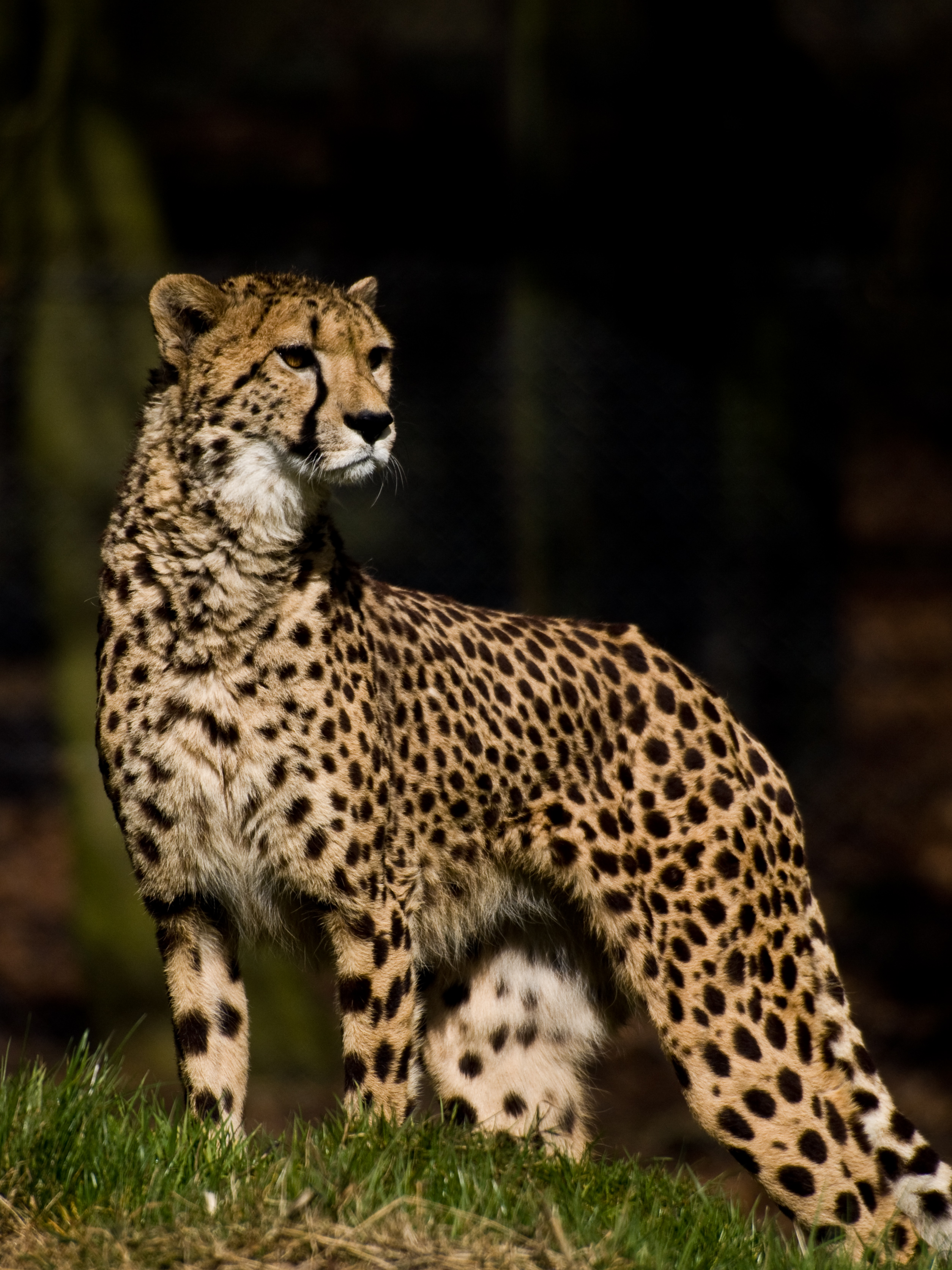
یوزپلنگ سومالیایی

حیات وحش سومالی متشکل از گیاگان و زیاگان این کشور
است که به علت موقعیت آن در میان مناطق جغرافیایی معتدل و استوایی بسیار متنوع است.

## پستانداران
سومالی به خاطر تنوع جغرافیایی و اقلیمی آن شامل انواع گوناگونی از پستانداران است. حیوانات وحشی در هر منطقه‌ای یافت می‌شوند. در میان آن‌ها شیر، یوزپلنگ شمال‌شرقی آفریقا، زرافه سومالی، بابون مقدس، گربه زباد، یوزگربه، فیل بیشه آفریقایی، خوک بیشه، بز کوهی، کودو، دیک‌دیک، آهوی رنگ‌پریده، کل نیزار، گورخر گروی و کفتار وجود دارد.

## پرندگان
سومالی در حال حاضر ۷۲۷ گونه پرنده را در خود جای داده است که هشت تای آنها بوم‌زاد هستند؛ یکی توسط انسان‌ها معرفی شده و یکی نادر است. چهارده گونه به‌صورت جهانی تهدیدشده هستند. این گونه‌ها منحصراً در سومالی یافت می‌شوند:
- کبوتر سومالی
- زنگ‌آوای سیاه
- چکاوک هدهدی کوچک
- چکاوک آرچر
- چکاوک سومالی
- چکاوک سومالی
- چکاوک آبیا
- سهره سینه‌سرخ ورسنگلی